# 1147 Stavropolis
Az 1147 Stavropolis (ideiglenes jelöléssel 1929 LF) a Naprendszer kisbolygóövében található aszteroida. Grigorij Neujmin fedezte fel 1929. június 11-én.